# Kelowna
Kelowna é uma cidade localizada na província canadense de Colúmbia Britânica. A sua área é de 282 km², sua população é de 96 288 habitantes, e sua densidade populacional é de 229,1 hab/km² (segundo o censo canadense de 2001). A cidade foi fundada em 1859, e incorporada em 1905. 
A região metropolitana de Kelowna possui 147 739 habitantes. Da população da cidade, 6 020 (6,3%) são imigrantes. O inglês é a língua materna de 95,8% da população da cidade, o francês é a língua materna de 0,5%, enquanto outros idiomas são a língua materna de 3,5% da população da cidade. 
Kelowna, considerada por alguns como uma das melhores cidades do mundo para ser viver, possui uma das taxas de crescimento populacional mais altas do Canadá e dos Estados Unidos. Em 1991, a cidade propriamente dita possuía 75 953 habitantes. Em 2005, a população estimada da cidade era de 105 621 habitantes (165 221 na região metropolitana). Kelowna possui o quinto mercado imobiliário mais caro do Canadá - atrás apenas de Toronto, Calgary, Vancouver e Vitória. O preço médio de uma residência nova é de 345 mil dólares canadenses, enquanto que o preço médio de uma residência usada é de 285 mil dólares. 